# 弗兰·赫克
弗兰·赫克（英語：Fran Huck，1945年12月4日—），加拿大前男子冰球运动员，场上位置是前锋。他曾代表加拿大参加1968年冬季奥林匹克运动会冰球比赛，获得一枚铜牌。